# Wilhelm Heim (Geistlicher)
Wilhelm Heim (* 14. Mai 1878 in Schaffhausen; † 28. April 1952 in St. Gallen) war ein Schweizer christkatholischer Geistlicher.

## Leben
Er war der Sohn von Wilhelm Heim und dessen Frau Lina geb. Walter. Nach dem Besuch der Schulen in St. Gallen und Basel, wo er maturierte, studierte er von 1897 bis 1900 christkatholische Theologie in Bern. Im Jahr 1900 empfing er durch Bischof Eduard Herzog die Priesterweihe. Nach dem Vikariat in Bern wirkte Heim von 1905 bis 1950 als Pfarrer der Christuskirche in St. Gallen. Von 1921 bis 1938 war er  Präsident der christkatholischen Pastoralkonferenz und von 1933 bis 1952 Sekretär des Synodalrates der Christkatholischen Kirche der Schweiz, daneben war er von 1939 bis 1952 bischöflicher Vikar von Bischof Adolf Küry.

## Privates
Wilhelm Heim heiratete 1906 die Sängerin Anna Mangold. Er spielte im Musikleben der Stadt St. Gallen eine bedeutende Rolle, u. a. als Gründer (1926) und Präsident der Mozart-Gemeinde.